# (101429) 1998 VF31
(101429) 1998 VF31 – planetoida zaliczana do Trojańczyków Marsa.

## Odkrycie
Została odkryta 13 listopada 1998 roku w programie LINEAR w Socorro. Nazwa planetoidy jest oznaczeniem tymczasowym.

## Orbita
(101429) 1998 VF31 okrąża Słońce w średniej odległości ok. 1,52 j.a. w czasie 1 roku i 322 dni. Jest to asteroida, która znajduje w punkcie równowagi Lagrange’a L5 na orbicie Marsa w odległości ok. 60° za planetą. Jest zaliczana również do grupy obiektów przecinających orbitę Marsa.